# 维森特·鲁宾逊
维森特·鲁宾逊（英語：Vinette Robinson，1981年—）是一位英格兰电影、电视和舞台演员。作品包括《天使薇拉卓克》、《飞天大盗》、《異世奇人》和《神探夏洛克》。
鲁宾逊出生于布拉德福德。她本想当大律師，但在Charles Causley诗歌节上朗诵了一首诗后改变了想法。